# Leraboleng
Leraboleng is een bestuurslaag in het regentschap Flores Timur van de provincie Oost-Nusa Tenggara, Indonesië. Leraboleng telt 1292 inwoners (volkstelling 2010).